# Закон прегнантности
Закон прегнантности (от лат. praegnans — заполненный, полный) — один из основных законов гештальтпсихологии,согласно которому феноменальное поле структурируется наиболее простым и «экономным» при данных условиях образом. Закон хорошей формы, или "закон прегнантности". Этот закон гласит: если существует несколько возможных восприятий формы, тогда обычно выбирается то из них, которое является наиболее простым, упорядоченным и осмысленным.

### Основной закон гештальта
Закон прегнантности был выведен и изучен Максом Вертгеймером, одним из основателей гештальтпсихологии, на основе исследования восприятия человека. Он установил, что в зрительном восприятии наблюдается тенденция к разделению феноменального поля на  фигуры и фон. Это является одним из основных свойств восприятия. Вертгеймер считает, что подобное стремление проявляется уже на уровне электрохимических процессов коры головного мозга.
Он выделил факторы (законы) по которым образуется целостная фигура (гештальт) из элементов перцептивного поля (факторы группировки): «прегнантность»,  «близость», «сходство», «хорошее продолжение», «общая судьба». Образование гештальта по закону прегнантности представляется самым быстрым и экономным.

### Способствующие факторы

Фактор близости

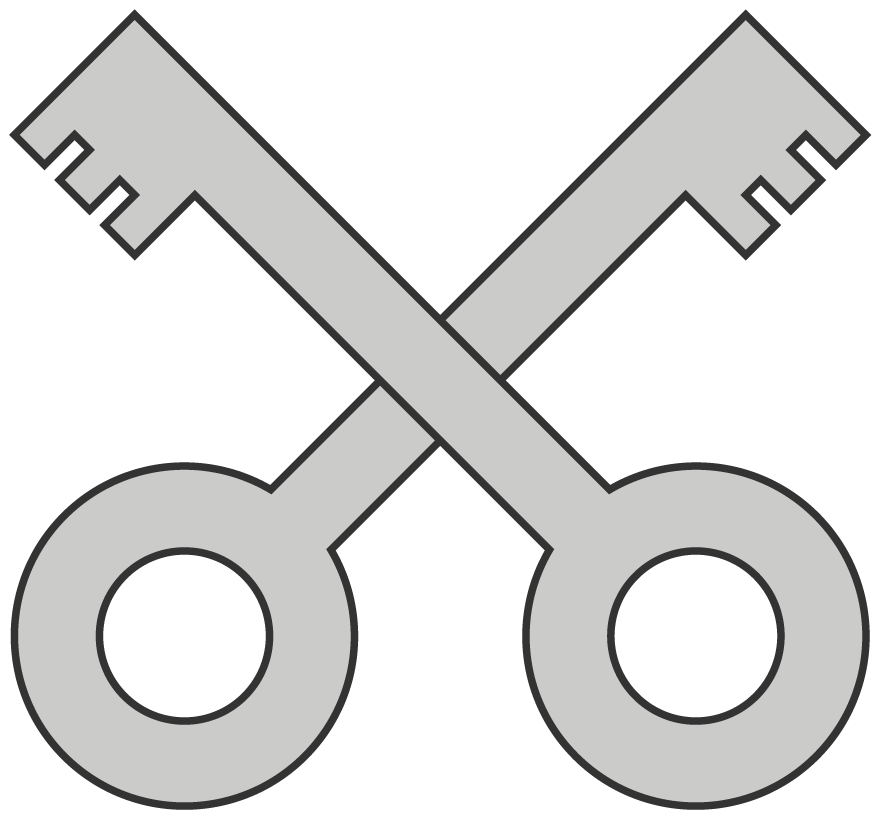
Фактор хорошего продолжения

Фактор замкнутости

Способствовать объединению фигур в восприятии может их расположение и перемещение в пределах психологического поля. На основании изучения этих свойств на материале фи-феномена и геометрических иллюзий были выделены несколько факторов, облегчающие образование целостного гештальта из группы разрозненных элементов.

Фактор сходства

- фактор близости[2][4] — соединяет в единый гештальт элементы, близко расположенные по отношению друг к другу (в том числе относительно других элементов, если таковые имеются). На рисунке изображено семьдесят два круга, иллюстрирующие, как работает восприятие по принципу близости. При взгляде на картинку воспринимают не семьдесят две отдельные фигуры, а группы кругов: большую группу из тридцати шести фигур слева и три группы по двенадцать кругов справа.

- фактор сходства[2][4] — гештальт образуется при соединении в одну группу сходных между собой элементов. На рисунке изображены тридцать шесть кругов на равном расстоянии друг от друга. Половина из них окрашена в черный цвет, половина — в белый. Расстояние между соседними фигурами равно, поэтому объединение по близости невозможно, но несмотря на это, выделение по группам в восприятии всё ещё присутствует. Наблюдатели склонны объединять объекты в группы по любым признакам, общим для выделяемых фигур. В данном случае таким признаком становится цвет. Вместо тридцати шести несвязанных фигур мы видим полосы одного цвета, получая 6 чередующихся горизонтальных линий: три только белого и три только чёрного цвета.
- фактор хорошего продолжения[2][4]  — объединяет элементы, которые вместе составляют законченную простую фигуру (или легко достраиваются до такого образа). Этот фактор помогает воспринимать частично перекрытые объекты целиком, мысленно соединяя разделённые части объекта, достраивая недостающую часть. На картинке дано изображение двух пересекающихся фигур. Частично перекрытая фигура воспринимается как единое целое, а не как две отдельные фигуры, несмотря на то что разделённые части не обнаруживают, к примеру, сходства по форме. Наблюдатели выделяют на изображении два пересекающихся ключа, хотя на самом деле там есть только один целый ключ и несвязанные фигуры, которые восприятие достраивает до вида второго ключа, такого же цельного в нашем восприятии, как и первый, тот, который можно увидеть полностью.
- фактор общей судьбы[2][4] — единственный в представленной группе фактор, для которого значимой характеристикой является не статичное положение в пространстве, а характер движения, направление реального или предполагаемого перемещения. Фактор общей судьбы объединяет в восприятии в одну группу элементы, сохраняющие движение в одном направлении среди элементов, движущихся в разные стороны.

- фактор симметрии[4] — группирование элементов в симметричные, правильные фигуры. Рассмотрим такое сочетание знаков: (      ){        }[        ] Представлена конфигурация из трёх разных скобок. Эти знаки являются симметричным отражением друг друга, и воспринимаются в паре, несмотря на то что разные знаки расположены друг к другу ближе, чем к своим «половинам», они не образуют между собой групп, оставаясь в одной конфигурации с симметричными им фигурами.
- фактор замкнутости[4] — человек легко воспринимает замкнутые, завершённые фигуры, и, для облегчения восприятия, те фигуры, что близки к замкнутому состоянию, мозг воспринимает завершёнными, не замечая отсутствующих элементов. Так, при взгляде на картинку с незамкнутыми фигурами наблюдателем сразу различаются круг и прямоугольник, а не набор отдельных линий разной кривизны. Несмотря на то, что на рисунке нет завершенных фигур, они всё равно воспринимаются и опознаются.

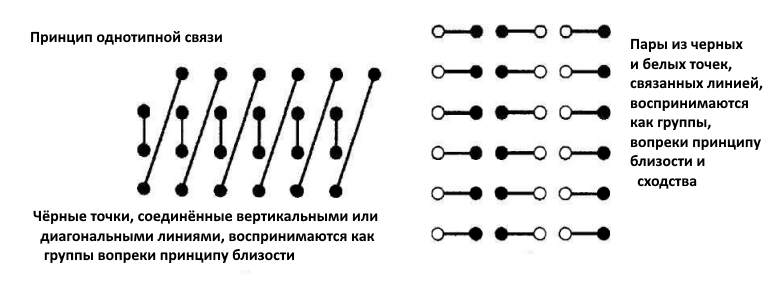
Фактор однотипной связи

- фактор объективной установки[2] — повторение группировки ранее воспринятого гештальта (в схожих условиях), склонность воспринимать объекты по уже сформированным шаблонам.
- фактор однотипной связи[4] — формирует группы из физически связанных между собой элементов, к примеру, соединённых одной линией.

### Практическое применение
Принцип прегнантности активно используется в дизайне и маркетинге.
В рекламе закон прегнантности носит название закона содержательности. Он объединяет, с одной стороны, лаконичность и отсутствие избыточности, а с другой — передачу смысла во всей полноте. Основываясь на глубинных механизмах восприятия, реклама, построенная с использованием принципа прегнантности и других психологических законов, запоминается намного легче и создаёт благоприятное впечатление, привлекая больше потенциальных клиентов. Целью такого маркетинга является создание из бренда хорошего гештальта, который люди смогут легко запоминать и узнавать.
Принцип прегнантности получил широкое распространение при создании сайтов, объявлений и рекламных листовок — руководствуясь им, создатель материала может выделять те, места, на которые он хочет обратить внимание целевой аудитории. Располагая отдельные детали определённым образом, дизайнеры получают возможность создавать требуемое впечатление, так как знание закона прегнантности и факторов, которым следует восприятие человека, позволяет понимать, как именно нужно расположить картинки и текст, чтобы привлечь больше внимания.

### Другие модальности
Закон прегнантности действует прежде всего в зрительном восприятии, однако, согласно отдельным авторам, можно обнаружить его работу и в иных модальностях.. 
Так, в слуховом восприятии закон прегнантности помогает сознанию оформить незнакомое сочетание звуков как мелодию. Из-за того, что психика стремится придать получаемой слушателем звуковой информации простую и завершенную форму, мелодии вызывают у человека ассоциации с оформленным сюжетом.